# Лебедев, Николай Фролович
Никола́й Фроло́вич Ле́бедев (28 февраля 1920, Абдулино, Оренбургская область — 22 января 2003, Пермь) — советский и российский учёный-механик, заведующий кафедрой механики (1960—1961, 1966—1989), проректор по учебной работе (1961—1966) Пермского университета. Учёный-теоретик в группе разработчиков уникальных забойных двигателей; создал математическую модель для изучения динамики турбобура на различных режимах бурения. Участник Великой Отечественной войны и войны с Японией.

## Биография
Родился в семье учителя. 1937 год — окончил среднюю школу в Барнауле.
1937–1942 — учёба на механико-математическом факультете МГУ по специальности «Механика». Его учителями были известные математики и механики: А. П. Минаков, А. А. Ильюшин, Н. Н. Лузин, А. Н. Колмогоров и многие другие. Активно занимался спортом: был чемпионом МГУ по лыжам.
Война с Германией началась, когда Н. Ф. Лебедев учился на четвёртом курсе. Его отец в разговоре с коллегами предсказал, что война будет долгой и тяжёлой, за это он был объявлен врагом народа и осуждён.
Будучи патриотом своей страны и желая смыть грязное пятно, упавшее на семью, в первые же дни Великой Отечественной войны Н. Ф. Лебедев подал заявление в военкомат с просьбой отправить его на фронт. Он не уехал с эвакуированным курсом в Уфу (хотя студентам выдали бронь).
В августе 1942 года он был направлен на Воронежский фронт командиром взвода в лыжный батальон.
Всю войну он находился на передовой, ни разу не был ранен. Участвовал в битве под Харьковом, обороне Севастополя, освобождении Польши, войне с Японией.
Был награждён самыми почётными солдатскими боевыми наградами — медалями «За боевые заслуги» и «За отвагу».
В 1947 году после демобилизации он возвратился в Москву, восстановился на четвёртом курсе мехмата МГУ; уже в следующем году окончил обучение, блестяще защитил дипломную работу (она стала его первой научной публикацией) и был направлен в Новозыбковский пединститут (Курская область).
В 1948–1958 работал в Новозыбковском пединституте. Здесь он самостоятельно разработал теорию распространения упругопластических волн в коротких стержнях. публикует свои первые статьи в Инженерном сборнике АН СССР и журнале «Прикладная математика и механика».
В 1954 году защитил кандидатскую диссертацию в Институте механики АН СССР. Исследования ударной упруго-пластической волны в коротком стержне привели к результатам, настолько отличающимся от сложившихся представлений, что члены Учёного совета не могли с ними согласиться, но и не могли их опровергнуть.
В 1958–1960 — доцент кафедры высшей математики Калининградского рыбного института.
С 1960 года работал в Пермском государственном университете на кафедре механики механико-математического факультета.
В 1960–1961 годы — заведующий кафедрой механики Пермского университета. В 1961–1966 годы — проректор по учебной работе Пермского университета. В 1966–1989 годы — доцент, заведующий кафедрой (1960–1962), профессор кафедры механики.
В конце 1960-х годов Н. Ф. Лебедев предложил открыть в университете кафедру, обеспечивающую научные исследования и подготовку специалистов в области механики сплошных сред, что отражало насущные потребности предприятий и исследовательских учреждений Перми и Пермской области.
В 1969 году была создана кафедра теории упругости, которая до 1977 года существовала на общественных началах. Н. Ф. Лебедев стал её первым заведующим (1969–1976) (сегодня это кафедра механики сплошных сред и вычислительных технологий).
В 1983 году защитил диссертацию на степень доктора технических наук в Челябинском политехническом институте.
С 1989 года — на неполной ставке на кафедре механики Пермского университета.

## Научная деятельность
Все годы работы в Пермском университете Н. Ф. Лебедев увлечённо занимался научной работой.
В 1969 году в содружестве с ВНИИ буровой техники он начал изучать динамические проблемы бурения нефтяных и газовых скважин.
Он занимался проблемой связанных поперечных колебаний турбобура и бурильной колонны в реальной скважине. Н. Ф. Лебедев разработал математическую модель этой сложной механической системы, создал алгоритм и программное обеспечение для расчёта динамики турбобура на различных режимах бурения, дал рекомендации конструкторам по улучшению гидравлических забойных двигателей. Им было поставлено и решено несколько совершенно новых задач механики.
Н. Ф. Лебедев в общей сложности более 30 лет занимался динамикой нефтепромыслового оборудования и направленным бурением глубоких скважин.
Итогом многолетних исследований и тесного сотрудничества с ВНИИ буровой техники стали серьёзные научные результаты, отражённые в монографии «Динамика гидравлических забойных двигателей» (Изд-во «Недра», 1981, см., напр.), его докторской диссертации (1983), десяти кандидатских диссертациях его аспирантов, а также создание уникальных забойных двигателей.
Именно с использованием пермских двигателей была пройдена Кольская сверхглубокая скважина.
Н. Ф. Лебедев исходил из убеждения, что имеет смысл заниматься лишь теми проблемами, которые вытекают из практики, а не теми, которые можно решить. Это убеждение привело его к сотрудничеству с различными предприятиями по научно-практическим темам с различными предприятиями: заводом им. Дзержинского (Пермь), заводом им. Ленина (Пермь), ПО «Турбобур» (Кунгур), СКТБ погружных электродвигателей (Харьков), Волжским трубным заводом (Волжск, Волгоградская область) и другими.
Вспоминает генеральный директор ЗАО «Гидробур-сервис» Эрнст Николаевич Крутик:

Выполняя работу по хоздоговору с ПФ ВНИ-ИБТ, Николай Фролович часто приходил к нам, в отдел турбобуров, где общался с руководителями отдела и будущими изобретателями винтового многозаходного двигателя С. С. Никомаровым, Н. Д. Деркачом и другими специалистами. Он получал от нас сведения о конструкциях двигателей, буровых долот, других устройств, о процессе и особенностях углубления скважин, осмысливал и превращал их в математические модели, пригодные для теоретического исследования.
Помню, как, выяснив, что забой бурящейся скважины является не плоским, а «ухабообразным», он через некоторое время пришёл к нам с теоретическим обоснованием параметров этой «ухабообразности» — количеством, высотой (глубиной) выступов и впадин, воздействием их (выступов) на динамику процесса. Мы были удивлены, насколько это совпало с результатами экспериментальных исследований отечественных и зарубежных буровиков.

В связи с научными запросами оборонных предприятий Перми занимался механикой композитов и другими проблемами. Научные исследования последних лет посвящены поперечным колебаниям электроцентробежных насосов, в частности, истиранием их поперечных опор.
Получил несколько патентов, среди которых: «Способ испытания моделей на прочность» (авторское свидетельство СССР, 1979, № 59931, М.Кл, 3/08, совместно с А. Н. Верещагиным), «Стенд для испытания бурильного инструмента» (авторское свидетельство СССР, 1980, № 794165, Е 21 В 17/00, совместно с Н. Д. Деркач и И. А. Малеевым).)

## Награды
- Медаль «За боевые заслуги».
- Медаль «За отвагу» (СССР).
- Медаль «За взятие Берлина».
- Медаль «За победу над Германией».
- Медаль «За победу над Японией».
- Орден Отечественной войны II степени.
- Почётный знак «За отличные успехи в области высшего образования СССР»
- Почётный работник высшего профессионального образования Российской Федерации.

## Избранные работы
- Лебедев Н. Ф. Об обжатии, раздаче и волочении труб. Инж. сб. изд. АН СССР, т. VI, 1950. С. 3–16.
- Лебедев Н. Ф. О распространении волны разгрузки в случае линейного упрочнения. ПММ, изд. АН СССР, 1951, т. XV, вып. 5. С. 625–628.
- Лебедев Н. Ф. Распространение ударной волны в полубесконечном однородном стержне. Инж. сб. изд. АН СССР, 1952, т. XI. С. 103–122.
- Лебедев Н. Ф. Вторичная упруго-пластическая волна. ПММ, изд. АН СССР. 1954, т. XVIII, вып.2. С. 167–180.
- Лебедев Н. Ф. Прибор для демонстрации кориолисовой силы инерции // Сб. Уч. зап. Новозыбковского пед. ин-та. Брянский рабочий, 1955, т. II. 1963–1274.
- Лебедев Н. Ф. Малые колебания троса в однородном потоке жидкости // Сб. уч. зап. ПГУ. Пермь: ПГУ, 1961 , № 36 , т. XX. С. 37–48.
- Лебедев Н. Ф. Условия на конце стержня, при которых не возникает отражения продольной упругой волны // Уч. зап. Перм. гос. ун-т, 1966, № 156, Механика. С. 41-42.
- Лебедев Н. Ф. Автоматизация протяжных станков / А. Г. Калешин [и др.]. М. 1966.
- Лебедев Н. Ф., Матвеев Г. М. Исследования поперечных колебаний турбобура на модели // Уч.зап. Перм.гос. ун-т.,1968, № 188, Механика. С. 56–72.
- Лебедев Н. Ф. О поперечных колебаниях турбобура // Уч. зап. Перм. гос. ун-т. I970, № 209. Механика. С. 247—251.
- Продольный изгиб и поперечные колебания бурильной колонны в вертикальвой скважине // Уч. зап. Перм. гос. ун-т,1971, № 239. Механика. С. 246–262.
- Гиршик Б. Л., Лебедев Н. Ф. К вопросу о колебаниях цилиндра в цилиндрической плоскости, заполненной несжимаемой жидкостью // Уч. зап. Перм. гос. ун-т, 1972, № 257. Механика деформируемых тел. С. 8–14.
- Гончаров М. Д., Лебедев Н. Ф. Теория упругости и пластичности. Ч. 1. Элементы тензорного анализа, теория деформаций, теория напряжений. Уч. пособие на правах рукописи. Пермь: ПГУ, 1973. 94 с.
- Богатов Н. А., Лебедев Н. Ф., Пичурин И. И., Янер В. Р. Изгибающие моменты напряжения и деформации ленты на станах спиральной сварки труб // Сталь. № 8, 1973. С. 742–743.
- Крутик Э. Н., Лебедев Н. Ф., Шевцов И. Г. О перепаде давления на уплотнениях системы маслозащиты забойных двигателей // ИВУЗ «Нефть и газ», 1974, № 6. С. 25–29.
- Быкова Н. П., Лебедев Н. Ф. Применение ЭВМ для решения задачи термоупругости при больших перепадах температуры // Тезисы дкл. к VII научной конференции по применению ЭВМ в механик деформир. твёрдого тела. Ташкент, 1975. С. 61.
- Гончаров М. Д., Лебедев Н. Ф. Влияние «следящей» нагрузки на поперечные колебания турбобура // Изв. ВУЗ Нефть и газ, 1975, № 7. С. 27–29.
- Гончаров М. Д., Лебедев Н. Ф. К вопросу о продольной нагрузке ротора и статора // Уч. зап. Перм. гос. ун-т. 1975, № 291. Некоторые задачи нелинейного анализа и механики деформир. тел. С. 43–48.
- Лебедев Н. Ф., Сесюнин Н. А. Равновесие сжато-скрученного стержня внутри цилиндрической полости // Уч. зап. Перм. гос. ун-т. 1975, № 291. С. 49.
- Деркач Н. Д., Гончаров М. Д., Лебедев Н. Ф. Инструкция по расчёту поперечных колебаний турбобура и динамических реакций радиальных опор. Пермь, 1975. С. 38.
- Лебедев Н. Ф., Сесюнин Н. А. Краевой эффект при сжатии стержня внутри цилиндрической полости // Изв. ВУЗ Нефть и газ, 1976, № 9. С. 19–22.
- Лебедев Н. Ф. Об эквивалентности систем сил в механике деформируемых сред // Прикл. механика, Т. 13, 1977, № 2. С. 63–68.
- Лебедев Н. Ф., Пестренин В. М. Об одном случае колебания стержня переменной длины // Изв. ВУЗ Машиностроение, 1978, № 3. С. 23–27.
- Анисимов С. А., Лебедев Н. Ф. Поперечные колебания турбобура в испытательном стенде // Изв. ВУЗ Нефть и газ, I980, № 3. С. 30–34.
- Лебедев Н. Ф.Динамика гидравлических забойных двигателей / Н. Ф. Лебедев. М. Недра 1981, 1982. 251 с. ил.
- Лебедев Н. Ф. Влияние зазора на динамику радиальной опоры погружного электроцентробежного насоса // Вестник Пермского университета. 2003. Вып.5. Математика. Информатика. Механика. С. 32–36.